# Alibertia obtusa
Alibertia obtusa är en måreväxtart som beskrevs av Karl Moritz Schumann. Alibertia obtusa ingår i släktet Alibertia och familjen måreväxter. Inga underarter finns listade i Catalogue of Life.